# Ribes dugesii
Ribes dugesii är en ripsväxtart som beskrevs av Jesse More Greenman. Ribes dugesii ingår i släktet ripsar, och familjen ripsväxter. Inga underarter finns listade i Catalogue of Life.